# بوبي أندرسون
بوبي أندرسون (بالإنجليزية: Bobby Anderson)‏ هو لاعب كرة قدم أمريكية أمريكي، ولد في 11 أكتوبر 1947 في ميدلاند في الولايات المتحدة.

## وصلات خارجية
- بوبي أندرسون على موقع مرجع كرة القدم المحترفة.كوم (الإنجليزية)
- بوبي أندرسون على موقع قاعة كولورادو للمشاهير الرياضية (الإنجليزية)